# Phytomyza aldrichi
Phytomyza aldrichi är en tvåvingeart som beskrevs av Spencer 1986. Phytomyza aldrichi ingår i släktet Phytomyza och familjen minerarflugor.
Artens utbredningsområde är Idaho. Inga underarter finns listade i Catalogue of Life.